# Domašín (Vlašim)
Domašín je vesnice, část města Vlašim v okrese Benešov ve Středočeském kraji, původně městečko. Nachází se zhruba dva kilometry severozápadně od samotné Vlašimi. Je zde evidováno 277 adres a 576 obyvatel.

## Historie

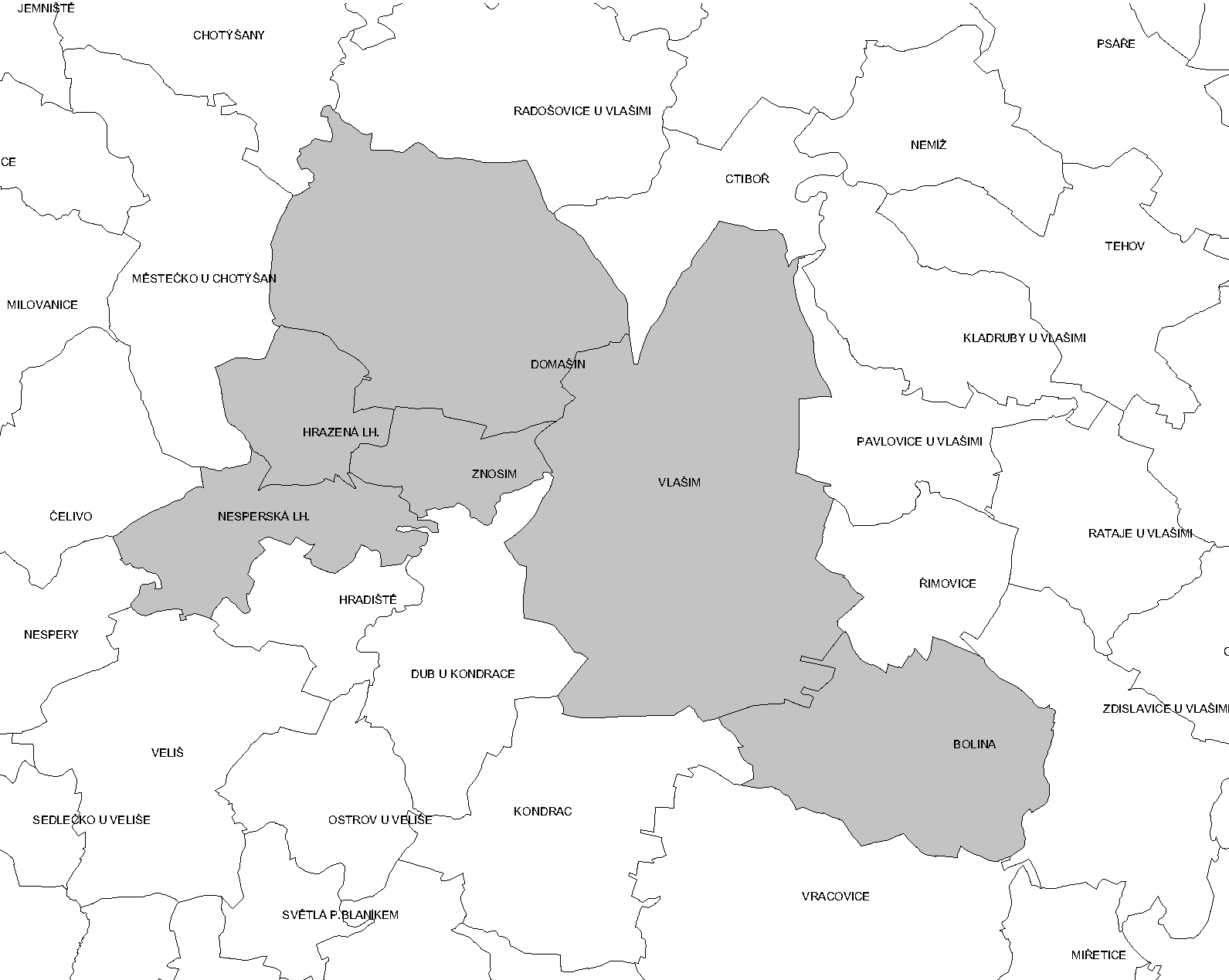
Katastrální členění Vlašimi, Domašín se nachází v jeho severozápadní části

Dnešní vesnice se nachází přibližně tři kilometry východně od původního Starého Domašína, který vznikl kolem roku 430, či dle druhé teorie na přelomu 6. a 7. století. První písemná zmínka o novém Domašíně pochází z roku 1352, v té době se jednalo o prosperující středověké městečko.
Obec dále patřila Louňovickému klášteru. Od roku 1420 patřila obec k městu Tábor. Po bitvě u Muhlberka v roce 1547 byla Táboru, stojícímu na straně stavovského spolku, vyměřena pokuta a byly mu rovněž odebrány statky a obce, tedy i majetek Louňovického kláštera. Majetek a statky tak získal Jan IV. z Pernštejna, roku 1548 je však podstoupil Kryštofu Skuhrovskému ze Skuhrova.
Roku 1549 zachvátil tehdejší město velký požár a přišel tak až do roku 1550 o veškerá svá privilegia. Po smrti Kryštofa Skuhrovského v roce 1556 připadla část jeho majetku, včetně Domašína, jeho synovi Smilovi Skuhrovskému ze Skuhrova. Ten nechal v obci kompletně přestavět velkou část zdejšího kostela.
Roku 1601 se novým majitelem stal Jan Vostrovec z Královic, který byl rovněž pánem vlašimským, z tohoto důvodu byl Domašín poprvé spojen s Vlašimí. Roku 1618 vypuklo ve městě z důvodu tehdejší špatné sociální a ekonomické situace povstání. Během třicetileté války byla obec v březnu 1645 vypleněna Švédy.
V letech 1800 a 1801 postihly město velké požáry, které ho prakticky zničily.

## Obyvatelstvo
| Rok            | 1869 | 1880 | 1890  | 1900  | 1910  | 1921 | 1930  | 1950 | 1961 | 1970 | 1980 | 1991 | 2001 | 2011 | 2021 |
| -------------- | ---- | ---- | ----- | ----- | ----- | ---- | ----- | ---- | ---- | ---- | ---- | ---- | ---- | ---- | ---- |
| Počet obyvatel | 899  | 978  | 1 019 | 1 018 | 1 054 | 986  | 1 000 | 859  | 871  | 766  | 660  | 575  | 567  | 576  | 618  |
| Počet domů     | 154  | 156  | 157   | 155   | 156   | 159  | 183   | 211  | 253  | 204  | 199  | 237  | 238  | 253  | 263  |

## Obecní správa
Při sčítání lidu v letech 1850–1979 byl Domašín samostatnou obcí, nejprve v okrese Benešov, ale v roce 1950 v okrese Vlašim a od roku 1960 opět v okrese Benešov. Od 1. ledna 1980 je částí města Vlašim v okrese Benešov.
Mezi základní sídelní jednotky patří:
- Domašín
- Domašínská pole
- Kalamajka

## Pamětihodnosti
- Domašínská brána – jedna ze tří novogotických bran do zámeckého parku Vlašim.
- Socha svatého Jana Nepomuckého
- Kostel svatého Jakuba
- Tvrz

## Osobnosti
- František Augustin Slavík (1846–1919), pedagog, literární historik a archeolog
- František Nenáhlo (1914–1962), kat v pankrácké věznici

## Galerie

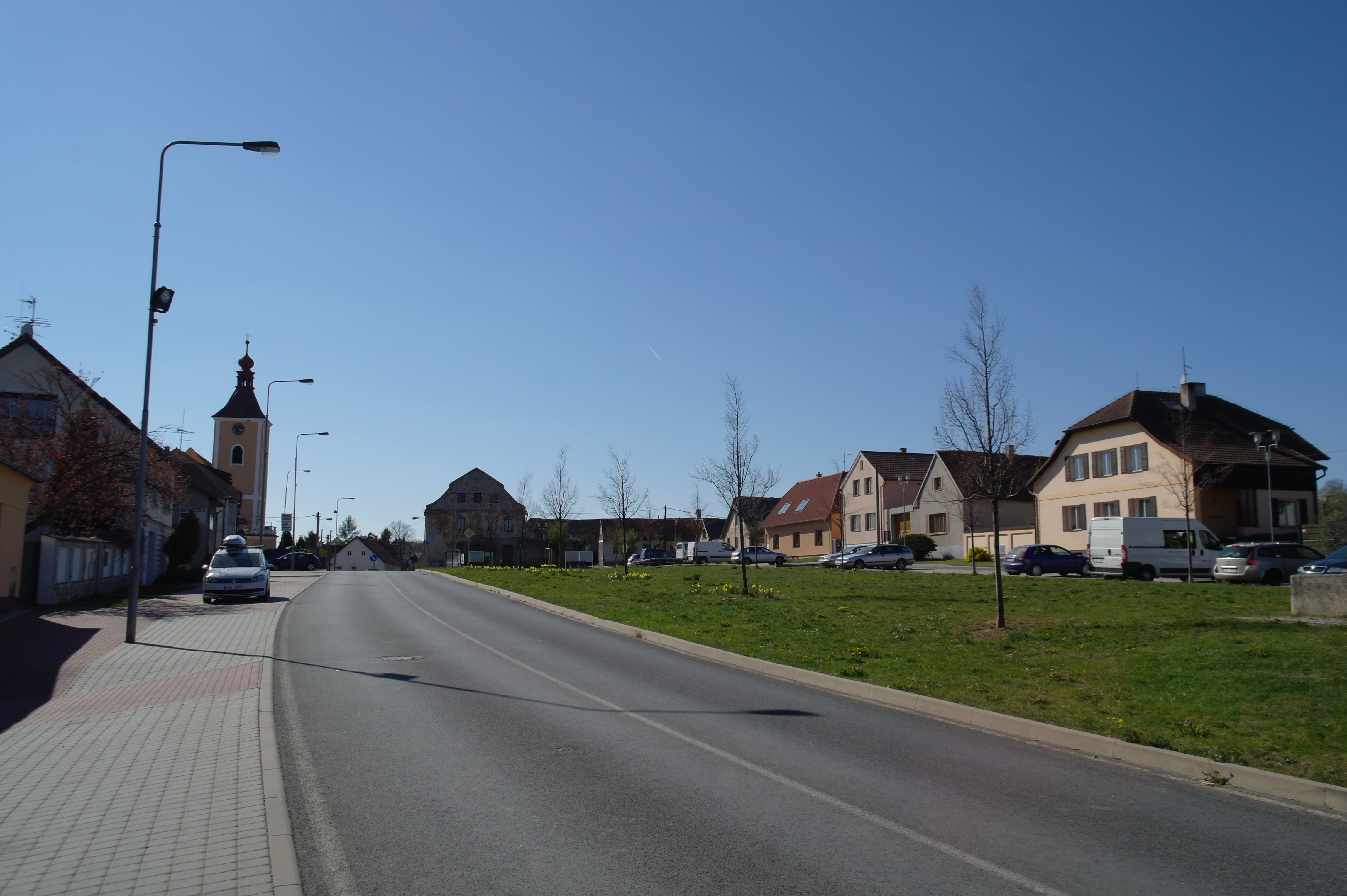
Náves
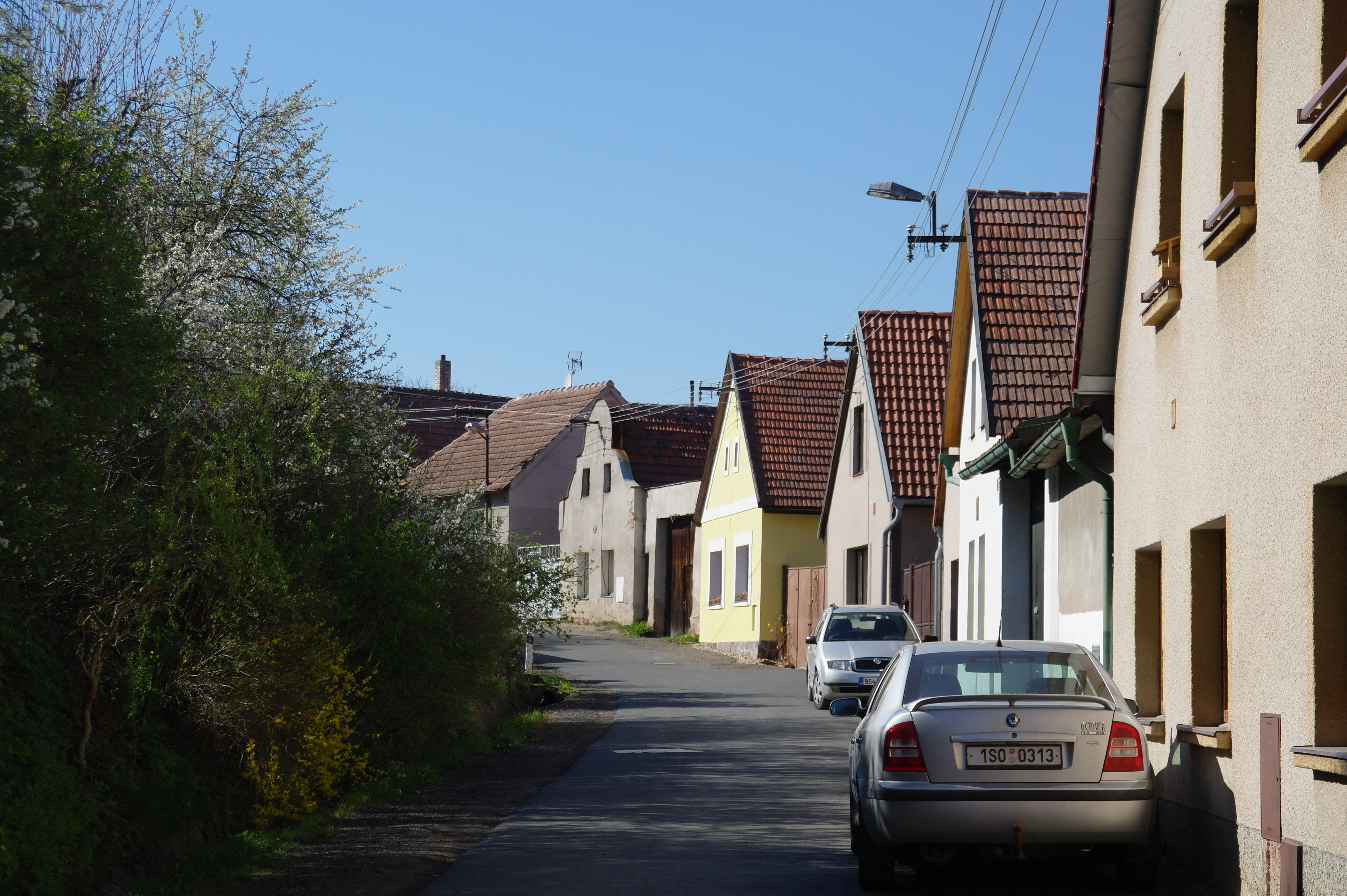
Domy
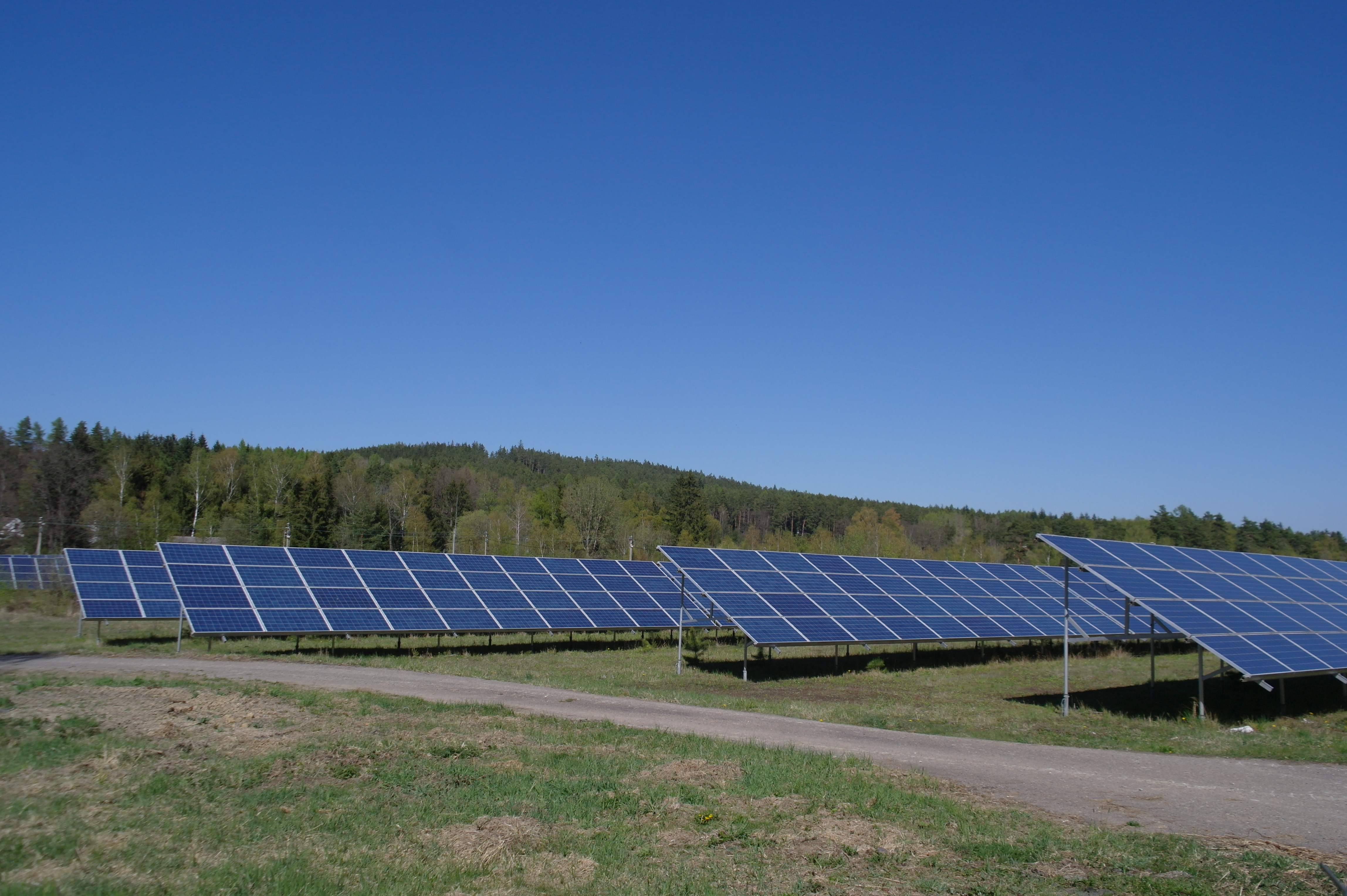
Sluneční elektrárna